# Fjodor Ivanovics Tolbuhin
Fjodor Ivanovics Tolbuhin (oroszul: Фёдор Ива́нович Толбу́хин; Andronyiki, (Jaroszlavli kormányzóság); 1894. június 16. – Moszkva, 1949. október 17.) orosz származású szovjet katona, a Szovjetunió marsallja.

## Élete
Parasztcsaládban született Moszkvától északkeletre a Jaroszlavli kormányzóságban, Andronyiki faluban. Az első világháború kezdetén besorozták katonának, majd még 1914-ben zászlóstanfolyamot végzett, és 1915-től harcolt a fronton. A háborút törzsszázadosként fejezte be. 1917-ben a polgári forradalom után ezredbizottsági titkár, majd elnök lett egy határőrezrednél. 1918 augusztusától járási katonai vezetőként, majd a polgárháború alatt a vörösök oldalán a karéliai fronton, később az északi és nyugati fronton is szolgált. Jó szervezőkészségének köszönhetően hadosztálytörzsfőnök lett a 3. hadseregben. Ekkor kitüntették a polgárháborúban tanúsított személyes bátorságáért a Vörös Zászló érdemrenddel.
A két világháború között hadosztály-, majd hadtesttörzsfőnök volt, eközben végezte el a Frunze Katonai Akadémiát. 1937-ben hadosztályparancsnok, majd 1938 nyarán a Kaukázusontúli Katonai Körzet törzsfőnöke lett. A Szovjetunió Kommunista Pártjába 1938-ban lépett be.
A második világháború kezdetén a Kaukázusontúli, a Kaukázusi, illetve Krími Frontnál fronttörzsfőnöki beosztásban szolgált, majd 1942 júniusától parancsnoknak nevezték ki az 57. hadsereghez. Itt a sztálingrádi csatában szerzett érdemeket. Később a  68. hadsereget vezette, majd 1943 márciusában frontparancsnokként tevékenykedett, ahol először a Déli (1943 októberéig), majd a 4. Ukrán, később a háború végéig a 3. Ukrán Front parancsnoka volt. Részt vett a Donyec-medence, majd a Krím felszabadításában, majd magasabb egységével és a 2. Ukrán Fronttal közösen a kulcsfontosságú a iași–kisinyovi hadműveleteket irányította, aminek köszönhetően a szovjet csapatok megkezdhették a Balkánon előrenyomulásukat. Bulgária és Jugoszlávia felszabadításában is tevékenyen részt vett.
1944. november végén a 3. Ukrán Front előrenyomult Magyarországra és nyugatról bekapcsolódott Budapest bekerítésébe úgy, hogy a Duna jobb partján közelítette meg a magyar főváros körül kialakított védelmi vonalakat. Sikeresen verte vissza a már bekerített Wehrmacht és a velük szövetséges magyar erők felmentésére érkező német ellentámadást. Budapest ostroma után a 3. Ukrán Front képezte a fő csapásmérő erejét a Bécs elfoglalására irányuló támadó hadműveletekben részt vevő szovjet haderő-összpontosításnak.
1944-ben előléptették a Szovjetunió marsallja rangra. A háború során 34 alkalommal hirdették ki a legfelsőbb főparancsnok parancsaiban az általa vezetett alakulatok sikereit.
A háború végétől a Déli Hadseregcsoport vezetésével bízták meg, majd 1947-től a Kaukázusontúli Katonai Körzet parancsnoki teendőit látta el.
1949. október 17-én halt meg, hamvait a Kreml falában helyezték el.

## Fontosabb kitüntetései, elismerései
1965 májusában, posztumusz kapta meg a Szovjetunió Hőse kitüntetést. Két Lenin-renddel, három Vörös Zászló érdemrenddel, két Szuvorov-renddel tüntették ki, megkapta a Győzelem-rendet, a Kutuzov-rendet és a Vörös Csillag Érdemrendet. Magyarországon megkapta a Magyar Szabadság Érdemrend ezüst fokozatát.
A Szovjetunióban egy gépesített lövészhadosztályt és egy tüzértiszti főiskolát neveztek el róla. Bulgáriában 1990-ig város viselte a nevét (ma Dobrics).
Magyarországon a budapesti Vámház körutat nevezték 1990-ig Tolbuhin körútnak, és a pártállami időkben más magyar településeken is neveztek el utcákat róla.